# Югай Климентій Миколайович
Климе́нтій Микола́йович Юга́й — російський фізик. Доктор фізико-математичних наук (1995). Професор (1996).

## Біографічні дані
За національністю кореєць.
1966 року закінчив фізико-технічний факультет Томського політехнічного інституту.
Від 1976 року працює в Омському університеті: спочатку доцентом кафедри загальної фізики, від 1981 року — завідувачем кафедри загальної фізики.
Наукові інтереси Югая пов'язані з квантовим хаосом і високотемпературною надпровідністю. Учений показав, що квантовий хаос можна описати в термінах нелінійної класичної механіки, причому динамічний хаос проявляється у фазі хвильової функції.